# Leaname Maotoanong
Leaname Maotoanong, född 9 maj 1991, är en friidrottare från Botswana. Han deltog vid olympiska sommarspelen 2016.